# Thoodzata princeps
Thoodzata princeps är en insektsart som beskrevs av William Lucas Distant 1908. Thoodzata princeps ingår i släktet Thoodzata och familjen spottstritar. Inga underarter finns listade i Catalogue of Life.